# Station Reńska Wieś
Station Reńska Wieś is een spoorwegstation in de Poolse plaats Reńska Wieś.